# Przekształtnik buck

Fazy pracy zasilacza typu buck.

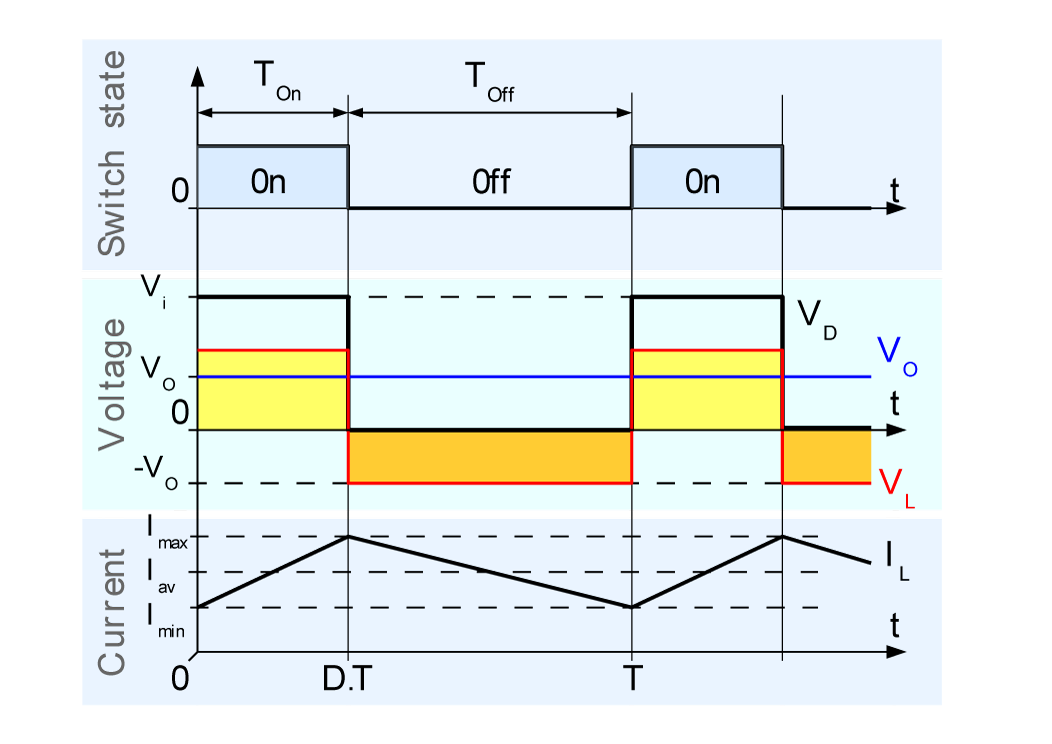
Przebieg napięcia i prądu w idealnym zasilaczu buck w pracy ciągłej.

Przekształtnik buck (przekształtnik obniżający napięcie, ang. step-down, bucking) – rodzaj przekształtnika DC/DC bez izolacji galwanicznej między wejściem a wyjściem. Napięcie wyjściowe jest niższe od wejściowego, natomiast prąd wyjściowy może być wyższy od wejściowego.

## Budowa
Przekształtnik buck (w wersji z indukcyjnym obwodem ładowania) składa się z klucza tranzystorowego sterowanego przez układ regulacji napięcia, diody rozładowczej, dławika i kondensatora filtrującego napięcie wyjściowe.

## Zasada działania
Po zamknięciu klucza prąd w obwodzie wzrasta, przez co część napięcia odkłada się na cewce. Gdy napięcie na wyjściu przekroczy zadaną wartość, klucz zostaje rozłączony, wówczas spadające natężenie prądu indukuje na cewce napięcie, przepływ prądu umożliwia dioda. Gdy napięcie na wyjściu spadnie poniżej wymaganego klucz jest powtórnie załączany. Jeżeli zasilany układ pobiera niewiele prądu wówczas w stanie otwartego klucza energia zgromadzona w cewce może zakończyć się przed włączeniem klucza, wówczas odbiornik zasilany jest prądem z kondensatora filtra.

## Zastosowanie
Układ jest powszechnie stosowanym układem stabilizatora napięcia stałego, jego wielofazowa odmiana jest stosowana np. do zmiany napięcia zasilającego płytę główną na napięcie zasilania procesora.